# لفظ وحشي
اللفظ الوحشي أو اللفظ الحوشي هو الغريب، وحسب ابن رشيق القيرواني هو ما نفر عنه السامع، أو هو كما يقول ابن الأثير (ضياء الدين) «وهذا الكلام الذي نعده نحن في زماننا وحشيًا لعدم الاستعمال، فلا تظن أن الوحشي من الألفاظ ما يكرهه سمعك، ويثقل عليك النطق به، وإنما هو الغريب الذي يقل استعماله.» يُقال له كذلك الحوشي والسوقي والعكر والمتوعر والمتوحش والجزل والغليظ. ونقيضه العذب. ومن ذلك غير القرآن وغير الحديث مثل قولة ضيزى في قوله تعالى: ﴿تِلْكَ إِذًا قِسْمَةٌ ضِيزَى ۝٢٢﴾ [النجم:22].
الغرابة والوحشية نسبيتان، فقد قال القلقشندي «فقد يكون اللفظ مألوفًا متداول الاستعمال عند كل قوم في كل زمن، وقد يكون غريبًا متوحشًا في زمن دون زمن، وقد يكون متوحشًا عند قوم، مستعملاً مألوفًا عند آخَرين.» ثم صنَّف اللفظ أربعة أصناف:
1. المألوف المتداول الاستعمال عند كل قوم في كل زمن.
2. الغريب المتوحش عند كل قوم في كل زمن.
3. المتوحش في زمن دون زمن.
4. الغريب المتوحش عند قوم دون قوم.[6]